# 宋孟邻
宋孟邻（1913年—1976年），又名兆祥，男，安徽霍邱人，中华人民共和国政治人物，曾任中共安徽省委组织部副部长、部长、书记处候补书记、书记处书记，安徽省人民委员会副省长。1963年入中央党校学习。1965年任西安市人民委员会副市长。